# FEMEN (Ukrajina)
FEMEN (ukrajinski: Фемен) je ukrajinski ultra-ljevičarski feministički pokret kojega je 2008. godine osnovala mlada ukrajinska studentica Ana Hucol (1983.). Pokret je ubrzo postao poznat po svojim provokativnim akcijama te razodijevanju članica pokreta u javnosti i porukama protiv seks turizma i seksizma. FEMEN je poznat i po svom radikalnim napadima na crkve te religiju kao takvu te na gotovo sve tradicionalno-konzervativne vrijednosti. Uz osnivačicu Anu Hucol najistaknutije članice su Oleksandra Ševčenko i Inna Ševčenko (nisu u rodu).
Pokret trenutno broji preko 15,000 članica i članova u Ukrajini, ali i izvan nje, a od 2010. godine FEMEN planira formirati političku stranku te sudjelovati na ukrajinskim parlamentarnim izborima.

## Problemi i ciljevi
Ukrajina poput još nekih drugih tranzicijskih država istočne Europe ima ozbiljnije probleme s prostitucijom koja se često dovodi u kontekst s organiziranim kriminalom. Pokret FEMEN prvi je aktivniji ukrajinski pokret provokativnog karaktera u cijeloj istočnoj Europi koji je u problematičnoj Ukrajini i Rusiji potaknuo snažno javno razmišljanje o trgovini ljudima, prostituciji i organiziranom kriminalu. S vremenom FEMEN je počeo sve više nalikovati na radikalnoljevičarske udruge koje svoje vrijednosti propagiraju kontroverznim akcijama: uriniranjem po slici ruskog predsjednika Vladimira Putina, skidanjem do gola, uzvikivanjem poznatih anarhističko-antiteističkih parola protiv crkve u katedrali Notre Dame u Parizu, rezanjem drvenih križeva, napadima na svećenike po europskim gradovima i sl.

## Političke ambicije
S obzirom na to da je pokret FEMEN u relativno kratkom razdoblju postao vrlo popularan, namjerava se aktivno uključiti u ukrajinsku politiku osnivanjem feminističke stranke. 

## Vanjske poveznice
- FEMEN vijesti
- FEMEN.tv
- Osnovat ćemo Femen i u Hrvatskoj, Večernji list
- Nastup glavnih sudionika pokreta na BBC-u (ukr.)
- Optužbe upućene ukrajinskom premijeru Mikoli Azarovu